# Sorbas
Sorbas község Spanyolországban, Almería tartományban. Lakosainak száma 2525 fő (2024).

## Földrajza
Sorbas Carboneras, Lucainena de las Torres, Uleila del Campo, Cóbdar, Lubrín, Bédar és Turre községekkel határos.

## Népesség
A település lakosságának változását az alábbi diagram mutatja:
| Lakosok száma | 2651 | 2707 | 2836 | 2854 | 2787 | 2689 | 2541 | 2388 | 2471 | 2525 |
|               | 2001 | 2004 | 2006 | 2009 | 2011 | 2014 | 2016 | 2019 | 2021 | 2024 |